# Lista de vice-prefeitos de Fortaleza
Esta é a lista de vice-prefeitos de Fortaleza, capital do estado brasileiro do Ceará.

## Vice-prefeitos
| N.º                              | Vice-prefeito (a)             | Imagem                                       | Partido                       | Partido                                          | Prefeito (a)                   | Início do Mandato             | Fim do Mandato                | Notas e Referências |
| Período Populista (1945–1964)    | Período Populista (1945–1964) | Período Populista (1945–1964)                | Período Populista (1945–1964) | Período Populista (1945–1964)                    | Período Populista (1945–1964)  | Período Populista (1945–1964) | Período Populista (1945–1964) | Período Populista (1945–1964) |
| -------------------------------- | ----------------------------- | -------------------------------------------- | ----------------------------- | ------------------------------------------------ | ------------------------------ | ----------------------------- | ----------------------------- | --- |
| 1.º                              | Aécio de Borba                |                                              |                               | União Democrática Nacional UDN                   | Manuel Cordeiro Neto (PL)      | 25 de março de 1959           | 25 de março de 1963           | Vice-prefeito eleito em sufrágio universal. |
| 2.º                              | Luís Queiroz Campos           |                                              |                               | Partido Libertador PL                            | Murilo Borges Moreira (PL)     | 25 de março de 1963           | 12 de setembro de 1967        | Vice-prefeito eleito em sufrágio universal. |
| Regime Militar (1964–1985)       |                               |                                              |                               |                                                  |                                |                               |                               | |
| Cargo Extinto                    |                               |                                              |                               |                                                  |                                |                               |                               | |
| Nova República (1985-atualidade) |                               |                                              |                               |                                                  |                                |                               |                               | |
| 3.º                              | Américo Barreira              |                                              |                               | Partido dos Trabalhadores PT                     | Maria Luíza Fontenele (PT/PSB) | 1º de janeiro de 1986         | 1º de janeiro de 1989         | Vice-prefeito eleito em sufrágio universal. |
| 4.º                              | Juraci Magalhães              |                                              |                               | Partido do Movimento Democrático Brasileiro PMDB | Ciro Gomes (PMDB/PSDB)         | 1.º de janeiro de 1989        | 2 de abril de 1990            | Vice-prefeito eleito em sufrágio universal, assumiu o cargo de titular em 2 de abril de 1990 em virtude da renúncia de Ciro Gomes para concorrer ao governo do estado. |
| -                                | Cargo Vago                    | Cargo Vago                                   | Cargo Vago                    | Cargo Vago                                       | Juraci Magalhães (PMDB)        | 2 de abril de 1990            | 31 de dezembro de 1992        | Vacância do cargo em virtude da ascensão do então vice-prefeito no cargo de prefeito titular.                                                                          |
| 5.º                              | Marcelo Teixeira              |                                              |                               | Partido do Movimento Democrático Brasileiro PMDB | Antônio Cambraia (PMDB)        | 1.º de janeiro de 1993        | 31 de janeiro de 1995         | Vice-prefeito eleito em sufrágio universal. |
| -                                | Cargo Vago                    | Cargo Vago                                   | Cargo Vago                    | Cargo Vago                                       | Antônio Cambraia (PMDB)        | 1.º de fevereiro de 1995      | 31 de dezembro de 1996        | Vacância do cargo em função da renúncia do vice-prefeito eleito para assumir uma vaga na Câmara dos Deputados do Brasil para o qual fora eleito em 1994.               |
| 6.º                              | Marlon Cambraia               |                                              |                               | Partido do Movimento Democrático Brasileiro PMDB | Juraci Magalhães (PMDB)        | 1.º de janeiro de 1997        | 31 de dezembro de 2000        | Vice-prefeito eleito em sufrágio universal. |
| 7.ª                              | Isabel Lopes                  |                                              |                               | Partido do Movimento Democrático Brasileiro PMDB | Juraci Magalhães (PMDB)        | 1.º de janeiro de 2001        | 31 de dezembro de 2004        | Vice-prefeita eleita em sufrágio universal. |
| 7.ª                              | Isabel Lopes                  | Partido dos Trabalhadores PT                 |                               |                                                  | Juraci Magalhães (PMDB)        | 1.º de janeiro de 2001        | 31 de dezembro de 2004        | Vice-prefeita eleita em sufrágio universal. |
| 8.º                              | Carlos Veneranda              |                                              |                               | Partido Socialista Brasileiro PSB                | Luizianne Lins (PT)            | 1.º de janeiro de 2005        | 31 de dezembro de 2008        | Vice-prefeito eleito em sufrágio universal. |
| 8.º                              | Carlos Veneranda              | Partido Democrático Trabalhista PDT          |                               |                                                  | Luizianne Lins (PT)            | 1.º de janeiro de 2005        | 31 de dezembro de 2008        | Vice-prefeito eleito em sufrágio universal. |
| 9.º                              | Tin Gomes                     |                                              |                               | Partido Humanista da Solidariedade PHS           | Luizianne Lins (PT)            | 1.º de janeiro de 2009        | 31 de dezembro de 2012        | Vice-prefeito eleito em sufrágio universal. |
| 10.º                             | Gaudêncio Lucena              |                                              |                               | Partido do Movimento Democrático Brasileiro PMDB | Roberto Cláudio (PSB/PROS/PDT) | 1.º de janeiro de 2013        | 31 de dezembro de 2016        | Vice-prefeito eleito em sufrágio universal. |
| 11.º                             | Moroni Torgan                 |                                              |                               | Democratas DEM                                   | Roberto Cláudio (PSB/PROS/PDT) | 1.º de janeiro de 2017        | 31 de dezembro de 2020        | Vice-prefeito eleito em sufrágio universal. |
| 12.º                             | Élcio Batista                 |                                              |                               | Partido Socialista Brasileiro PSB                | José Sarto (PDT)               | 1.º de janeiro de 2021        | 31 de dezembro de 2024        | Vice-prefeito eleito em sufrágio universal. |
| 12.º                             | Élcio Batista                 | Partido da Social Democracia Brasileira PSDB |                               |                                                  | José Sarto (PDT)               | 1.º de janeiro de 2021        | 31 de dezembro de 2024        | Vice-prefeito eleito em sufrágio universal. |
| 13.ª                             | Gabriella Aguiar              |                                              |                               | Partido Social Democrático PSD                   | Evandro Leitão (PT)            | 1.º de janeiro de 2025        | atualidade                    | Vice-prefeita eleita em sufrágio universal. |